# トマス・フェイン (第8代ウェストモーランド伯爵)

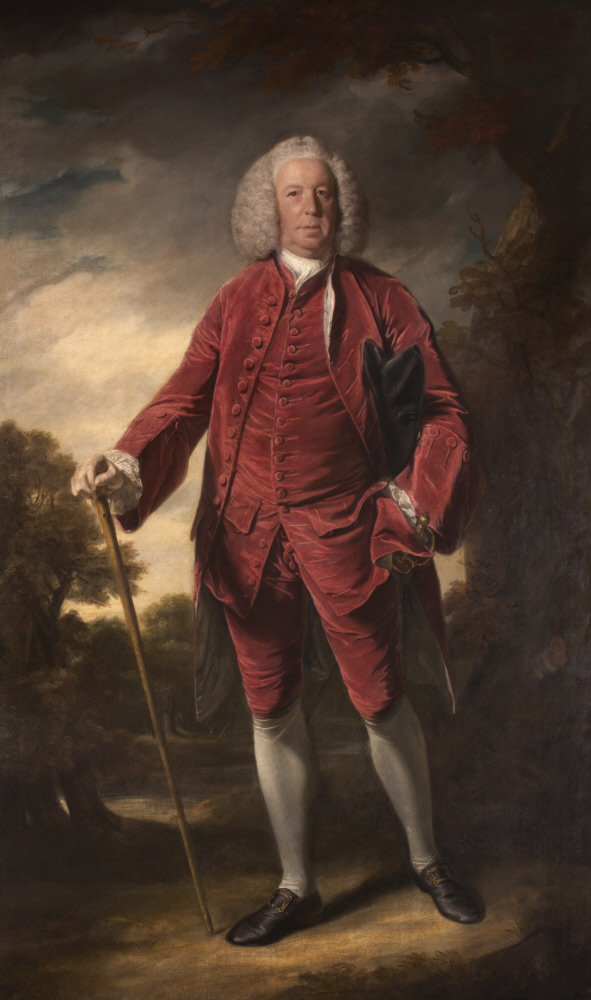
第8代ウェストモーランド伯爵の肖像画、ジョシュア・レノルズ作、1761年。

第8代ウェストモーランド伯爵トマス・フェイン（英語: Thomas Fane, 8th Earl of Westmorland、1701年3月8日（洗礼日） – 1771年11月25日）は、イギリスの政治家、弁護士。1762年、遠戚の第7代ウェストモーランド伯爵ジョン・フェイン（初代ウェストモーランド伯爵フランシス・フェインに辿っての分流）からウェストモーランド伯爵の爵位を継承した。娘メアリーを通じて、20世紀の作家ジョージ・オーウェルの先祖となっている。

## 生涯
ヘンリー・フェインとアン・スクロープ（Anne Scrope）の次男として生まれ、1701年3月8日にブリストルで洗礼を受けた。1729年10月25日にミドル・テンプル入りを果たしたが、弁護士資格免許を得たのは1759年1月26日のことだった。1757年5月28日に兄フランシスからサマセットの領地を継承した。
1753年1月、ライム・レジス選挙区で庶民院議員に当選した。議会活動では政府を支持し、後に爵位を継承して貴族院に移籍した後も政府への支持を継続した。1762年8月26日に遠戚の第7代ウェストモーランド伯爵ジョン・フェインが死去すると、ウェストモーランド伯爵位を継承した。
1761年、ジョシュア・レノルズは「ミスター・フェイン」（Mr Fane）という題名でトマス・フェインの全身像を描いた。レノルズには報酬として80ギニーを支払われた。1903年5月、この肖像画は2,100ギニーでマーティン・コルナギ（Martin Colnaghi）に売却された。
1771年11月25日に死去、長男ジョンが爵位を継承した。

## 家族
1727年8月8日、エリザベス・スイマー（Elizabeth Swymmer、1708年8月 – 1782年11月12日、ウィリアム・スイマーの娘）と結婚、2男2女を儲けた。
- ジョン（1728年5月5日 – 1774年4月25日） - 第9代ウェストモーランド伯爵[2]
- ヘンリー（英語版）（1739年5月4日 – 1802年6月4日） - 庶民院議員。1778年1月12日、アン・バットソン（Anne Batson、銀行家エドワード・バックリー・バットソンの娘）と結婚、子供あり[7]
- アン（1764年没[8]）
- メアリー - 1762年、聖ジェームズ教会（英語版）でチャールズ・ブレア（Charles Blair）と結婚した[9]。チャールズ・ブレアの末裔にエリック・アーサー・ブレア（Eric Arthur Blair）がおり、エリック・アーサーはジョージ・オーウェルという筆名で著作活動を行った[10]